# 須古鍋島家
須古鍋島家（すこなべしまけ）は、武家・士族だった日本の家。近世には佐賀藩家老家、須古邑主の家系で、維新後は士族に列した。華族になることができなかった旧万石以上陪臣家の一つである。

## 歴史

### 封建時代
戦国大名龍造寺隆信の異母弟龍造寺信周を祖とする。信周は隆信によって肥前国杵島郡の須古城に封ぜられ、龍造寺氏から鍋島氏への国政移譲の後もその地を治めた。その際、鍋島氏への権力移譲が正当なものであることを、他の龍造寺諸家とともに幕府に対して証言している。3代邑主茂周のとき鍋島姓を与えられた。
その後、佐賀藩の財政再建のため、2度にわたる三部上地を経て石高は半減したが、幕末まで佐賀藩の家老として藩政にかかわった。

### 明治以降
幕末維新期の当主は鍋島茂朝。明治17年（1884年）に華族が五爵制になった際に定められた『叙爵内規』の前の案である『爵位発行順序』所収の『華族令』案の内規（明治11年・12年ごろ作成）や『授爵規則』（明治12年以降16年ごろ作成）では旧万石以上陪臣家が男爵に含まれており、須古鍋島家も男爵候補に挙げられているが、最終的な『叙爵内規』では旧万石以上陪臣は授爵対象外となったため須古鍋島家は士族のままだった。
明治15年・16年ごろ作成と思われる『三条家文書』所収『旧藩壱万石以上家臣家産・職業・貧富取調書』は、茂朝について、旧禄高1万1000石、所有財産は金禄公債1万1950円、田畑1町2反5畝7歩、山林2町9反7畝6歩、宅地4反8畝13歩、職業は無職と記し、貧富景況は空欄である。
同時期の『諸雑公文書(狭義)』収録の「細川忠殻外ヲ華族ニ列スル件」には、旧熊本藩の細川一門の授爵に関する議論の中で旧佐賀藩の鍋島一門についても触れているが、鍋島一門の中で須古鍋島だけ「少禄」と記されており、実際には1万石ないことを示唆している。
『授爵録』（明治三十三ノ一年）所収の明治33年5月5日付け宮内省当局側審査書類によれば、須古鍋島家も他の旧万石以上陪臣家とともに男爵位の授爵を検討されているが、同家は「旧禄高壱万石以上と唱うるも大蔵省明治四年辛未禄高帳記載の高と符合せざるもの又は禄高帳に現米を記載し旧禄高の記載なきに因り調査中のもの」12家の中に分類され、表高は1万1000石としているが、実際には4807石9斗1升3合2勺5才だったと記されている。
さらに添付書類「旧藩壱万石以上ノ家調書」には当時の当主秀太郎（茂朝の長男武一郎の長男）について、財産は動産などが3万円で、職業は佐賀地方裁判所検事局雇、妻はなく「八円の月棒にて母と弟と三人辛うして口を糊せり」という有様だとし、須古鍋島家が経済的に困窮していることが記されている。そのため華族の体面を維持するのに足りる財産を持っている家とは認められず、授爵されなかった。
『読売新聞』明治40年3月30日朝刊の報道によれば、秀太郎は、教派神道の実行教管長の柴田礼一の次女貢子と結婚し、のち同教の幹事・大教正になっている。
『白石町史』によれば須古鍋島家は大正期にも華族編列請願運動をやっており、大正7年には茂朝の弟喜八郎を通じて内閣総理大臣大隈重信に働きかけ、その諒解が取れたが、この頃秀太郎の弟慶次郎が門司付近の地方新聞社の記者として『須古藩の末路』と題する記事を書いて、自家の衰退は旧臣や関係者が財産を蚕食したためだと書き散らしため、関係者がこの件から手を引くようになり、請願運動が下火になったことが記されている。